# Ratshausen
Ratshausen település Németországban, azon belül Baden-Württembergben. Lakosainak száma 774 fő (2023. december 31.). Ratshausen Weilen unter den Rinnen, Schömberg, Dotternhausen, Hausen am Tann, Obernheim és Deilingen községekkel határos.

## Népesség
A település népessége az elmúlt években az alábbi módon változott:
| Lakosok száma | 603  | 628  | 688  | 687  | 648  | 742  | 801  | 793  | 746  | 774  |
|               | 1961 | 1967 | 1974 | 1980 | 1986 | 1993 | 1999 | 2005 | 2012 | 2023 |